# Wjatscheslaw Tokarew
Wjatscheslaw Alexandrowitsch Tokarew (russisch Вячеслав Александрович Токарев; * 17. Juni 1986 in Alma-Ata, Kasachische SSR) ist ein kasachischer Eishockeyspieler, der auf der Position des Stürmers spielt. Zurzeit steht er beim deutschen Oberligisten EHC Neuwied unter Vertrag.

## Karriere
Als seine Familie in den 1990ern nach Deutschland auswanderte, erlernte Wjatscheslaw Tokarew das Eishockeyspielen beim Kölner EC. Jedoch wurde er zusammen mit seiner Familie im Jahr 2000 wieder ausgewiesen, sodass er seine Eishockeykarriere in Kasachstan fortführen musste. 
Seine erste Station im Profieishockey war Jenbek Almaty. Dort spielt er mit seinem Team um die Kasachische Eishockeymeisterschaft. Nach einem Jahr verließ Tokarew Alma-Ata in Richtung Qaraghandy und spielt dort drei Jahre bei Kasachmys Karaganda und später für Kasachmys Satpajew, abwechselnd in der ersten und der zweiten Mannschaft in der Wysschaja Liga bzw. in der Kasachischen Eishockeymeisterschaft. Während der Saison 2006/07 wechselte er zu HK Irtysch Pawlodar und auch in der darauf folgenden Saison stand er noch bei diesem Team unter Vertrag, machte allerdings kein Spiel und wechselte zu Kaszink-Torpedo Ust-Kamenogorsk und kurze Zeit später wieder zurück nach Satpajew. Jedoch blieb er auch noch mit seinem früheren Verein aus Qaraghandy verbunden und so spielte er die Saison 2009/10, sowie die Saison 2010/11 jeweils ca. die Hälfte der Spielzeit bei jeder Mannschaft. Zur Saison 2011/12 ging er wieder nach Alma-Ata, wo sich das dortige Eishockeyteam gerade in HK Almaty umbenannte.
Zusammen mit seinem Bruder Oleg geht er ab der Saison 2012/13 auf das Eis. Ausschlaggebend war dabei auch, dass er wieder unter seinem früheren Jugendtrainer beim Kölner EC, Bernd Arnold, spielen kann.

### International
Für Kasachstan nahm er an der U18-Junioren-Weltmeisterschaft 2004 und der U20-Junioren-Weltmeisterschaft 2006 teil.

## Erfolge und Auszeichnungen
- 2010 Kasachischer Meister mit dem HK Sary-Arka Karaganda